# ناركي تاكاهاشي
ناركي تاكاهاشي (باليابانية: 髙橋 成樹) (17 ديسمبر 1998 في ياماغاتا في اليابان – )؛ هو لاعب كرة قدم سابق كان يلعب كمدافع.

## وصلات خارجية
- ناركي تاكاهاشي على موقع رابطة كرة القدم اليابانية للمحترفين (اليابانية)
- ناركي تاكاهاشي على موقع قاعدة بيانات كرة القدم.إي يو (الإنجليزية)
- ناركي تاكاهاشي على موقع Soccerway.com (الإنجليزية)
- ناركي تاكاهاشي على موقع عالم كرة القدم.نت (الإنجليزية)